# Ramana Maharshi
Venkataraman Iyer, más conocido como Ramana Maharshi (Tiruchuzhi, 30 de diciembre de 1879 - Sri Ramana Ashram, 14 de abril de 1950), fue un importante maestro espiritual hinduista indio.
Pertenecía a la doctrina vedanta advaita (‘no dual’, no hay almas y Dios, sino que las almas son Dios).
Fue uno de los religiosos hinduistas más conocidos del siglo XX, junto a Paramahansa Yogananda y Sri Aurobindo.
Vivió en la sagrada colina de Arunachala en Tiruvannamalai (a 170 km de Madrás) en el estado de Tamil Nadu (India).
El núcleo de sus enseñanzas fue la práctica de atma-vichara (la indagación del alma).

## Biografía

### Primeros años (1879-1895)

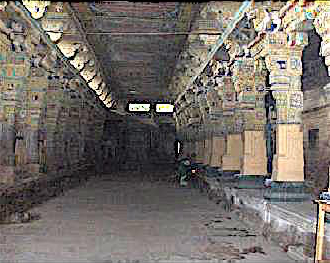
Templo de Tiruchuzhi, Tamil Nadu

Ramana Maharshi nació como Venkataraman Iyer el 30 de diciembre de 1879 en la aldea Tiruchuzhi, cerca de Aruppukkottai, Virudhunagar, distrito de Tamil Nadu, India del Sur. Era el segundo de cuatro hijos de una familia hindú ortodoxa brahmán. Su padre era Sundaram Iyer (1848-1890), del linaje de Parashara, y su madre Azhagammal (1864-1922). Tuvo dos hermanos, Nagaswami (1877-1900) y Nagasundaram (1886-1953), y una hermana menor, Alamelu (1887-1953). Su padre era un abogado de la corte.
Tanto un tío paterno de su padre como el hermano de éste se habían convertido en sannyasins. La familia de Venkataraman pertenecía a la confesión Smarta, y adoraban regularmente a Shiva, Vishnu, Ganesha, Surya y Shakti en su casa.
Cuando Venkataraman tenía siete años tuvo su upavīta, la iniciación tradicional de los tres varnas superiores en el aprendizaje brahmánico y el conocimiento del Ser. Tenía muy buena memoria, y era capaz de recordar información después de escucharla una vez, una habilidad que utilizaba para memorizar poemas tamiles.
Narasimha señala que Venkataraman solía dormir muy profundamente, sin despertarse por sonidos fuertes, ni siquiera cuando su cuerpo era golpeado por otros. Cuando tenía unos doce años, pudo haber experimentado estados meditativos profundos espontáneos. Sri Ramana Vijayam, la biografía tamil que apareció por primera vez en la década de 1920, describe un período unos años antes de la experiencia de muerte en Madurai:

Se aferraba a mí alguna práctica incompleta de un nacimiento pasado. Ponía la atención únicamente en mi interior, olvidando el cuerpo. A veces estaba sentado en un lugar, pero cuando recuperaba la conciencia normal y me levantaba, me daba cuenta de que estaba tumbado en un estrecho espacio diferente [al que me había sentado en un principio].

Cuando tenía unos once años, su padre lo envió a vivir con su tío paterno Subbaiyar a Dindigul, ya que quería que sus hijos recibieran educación en lengua inglesa para que pudieran acceder al servicio civil de la India británica. En la escuela del pueblo de Tiruchuzhi sólo se enseñaba tamil, a la que asistió durante tres años. En 1891, cuando su tío fue trasladado a Madurai, Venkataraman y su hermano mayor Nagaswami se mudaron con él. En Dindigul, Venkataraman asistió a una escuela hindú donde se enseñaba inglés, y permaneció allí durante un año.
Su padre, Sundaram Iyer, murió repentinamente el 18 de febrero de 1892. Tras la muerte de su padre, la familia se separó; Venkataraman y Nagaswami se quedaron con Subbaiyar en Madurai.
Ramana Maharshi nació con el nombre de Venkata Ramana (‘la que da placer a Venkata’, la diosa Lakshmī, consorte del dios Vishnú). Veṅkaṭa es un nombre del dios Vishnú.
Desde su juventud, se le empezó a llamar maharshi, ‘gran sabio’ (siendo mahā: ‘grande’; y rishí: ‘sabio’).
También se le otorgó la denominación Bhagaván (Señor, ‘el que aporta prosperidad’).
A los dieciséis años, oyó a alguien mencionar la colina Arunachala.
Aunque él no sabía el significado de la palabra (es el nombre de una colina sagrada asociada a la divinidad hindú Shivá), sólo oír este nombre causó un impacto en él. Por aquel entonces se hizo con una copia del Periya Puranam de Sekkilar, un libro que describe las vidas de los santos shivaístas (adoradores del dios Shivá). Ramana decía que hasta ese momento esa fue la única obra religiosa que había leído; despertó en él cierta curiosidad por el fenómeno religioso, que desconocía completamente.

### Adolescencia y realización (1895-1896)

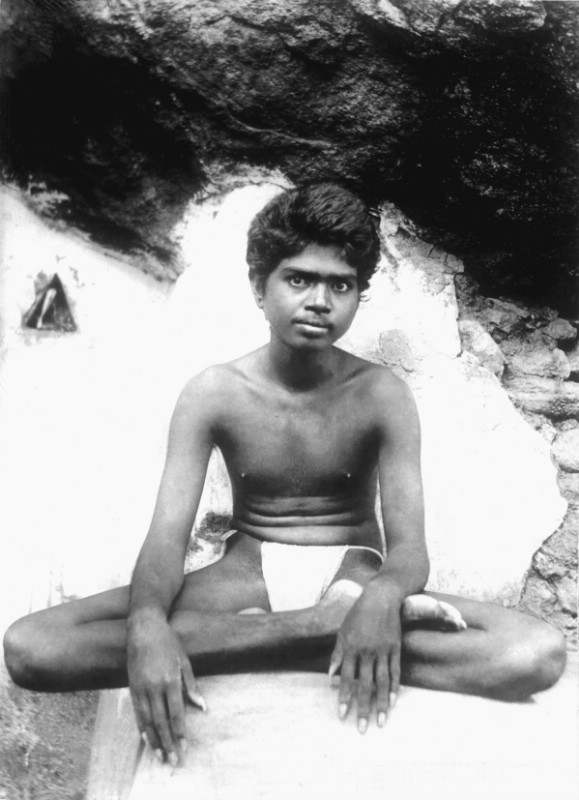
Venkataraman a los 21 o 22 años

A mediados de 1896 (a los 17 años), tuvo su primera experiencia sobrenatural: fue súbitamente abordado por el sentimiento de que iba a morir. Se acostó en el suelo, convencido de su muerte, retuvo la respiración y se dijo: «Mi cuerpo está muerto, pero yo aún vivo». Así alcanzó un espontáneo atma gñana (‘conocimiento del alma’): se dio cuenta de que él no era el cuerpo, sino el alma. Algunos autores dicen que alcanzó el samadhi tras severas penitencias, pero Ramana negó siempre este extremo: «No tuve período preparatorio o purgativo de ningún tipo [...] no tenía idea de lo que era la meditación. [...] El ser no es realizado por la acción de nadie, sino precisamente cuando contenemos nuestro deseo de actuar, nos quedamos quietos y silenciosos y somos lo que realmente somos».
Venkataraman asistió primero a la Scott's Middle School y después a la American Mission High School, donde conoció el cristianismo.
En noviembre de 1895 Venkataraman se dio cuenta de que Arunachala, la montaña sagrada, era un lugar real. Sabía de su existencia desde muy pequeño, y se sintió abrumado al darse cuenta de que realmente existía. Durante este tiempo también leyó Periya Puranam' de Sekkizhar, un libro que describe las vidas de los 63 Nayanmars, que "le causó una gran impresión", y le reveló que la "Unión Divina" es posible. Según Osborne, durante sus visitas al Templo de Meenakshi Amman en Madurai comenzó a despertarse una nueva corriente de conciencia, "un estado de conciencia dichosa que trascendía tanto el plano físico como el mental y que, sin embargo, era compatible con el pleno uso de las facultades físicas y mentales". Pero Ramana Maharshi declaró más tarde que siguió sin interesarse por la religión o la espiritualidad hasta su despertar ocho meses después.
Según Narasimha, en julio de 1896, A los 16 años, tuvo un repentino miedo a la muerte. Fue golpeado por "un destello de excitación" o "calor", como un avesam, una "corriente" o "fuerza" que parecía poseerle,}. mientras su cuerpo se ponía rígido. Se inició un proceso de autoindagación, preguntándose: "¿qué es lo que muere?". Llegó a la conclusión de que el cuerpo muere, pero esta "corriente" o "fuerza" permanece viva, y reconoció esta "corriente" o "fuerza" como su Ser, que más tarde identificó con "el Dios personal, o Iswara".
En uno de sus raros comentarios escritos sobre este proceso Ramana Maharshi escribió: "indagando en mi interior ¿Quién es el vidente? vi que el vidente desaparecía dejando sólo Aquello que permanece para siempre. Ningún pensamiento surgió para decir Yo vi. ¿Cómo podría entonces surgir el pensamiento para decir Yo no vi?".
Más tarde en su vida, llamó a su experiencia de muerte akrama mukti, "liberación súbita", en contraposición a la krama mukti, "liberación gradual" como en el camino Vedanta de jnana yoga. Resultó en un estado mental que más tarde describió como "el estado mental de Iswara o el jnani:"

Después de leer el lenguaje de los libros sagrados, véase que puede ser llamado suddha manas [mente pura], akhandakara vritti [experiencia ininterrumpida], prajna [conocimiento verdadero] etc.; es decir, el estado de la mente de Iswara o el jnani.

Después de este suceso, perdió el interés por los estudios escolares, los amigos y las relaciones. Estaba distraído en la escuela, "imaginando y esperando que Dios cayera repentinamente del Cielo ante mí". Evitando la compañía, prefería sentarse solo, absorto en la concentración sobre esta corriente o fuerza, y acudía diariamente al templo de Meenakshi, extáticamente devoto de las imágenes de los 63 Nayanmars y de Nataraja, deseando "la misma gracia que se mostró a aquellos santos", rezando para "tener el mismo bhakti que ellos tenían" y "[llorando] para que Dios me diera la misma gracia que dio a aquellos santos".{sfn
Osborne2002

Sabiendo que su familia no le permitiría convertirse en sanyassin y abandonar su hogar, Venkataraman se escabulló, diciéndole a su hermano que necesitaba asistir a una clase especial en la escuela. Venkataraman subió al tren el 29 de agosto de 1896 y llegó a Tiruvannamalai el 1 de septiembre de 1896, donde permaneció el resto de su vida.[cita requerida]

## Discípulos

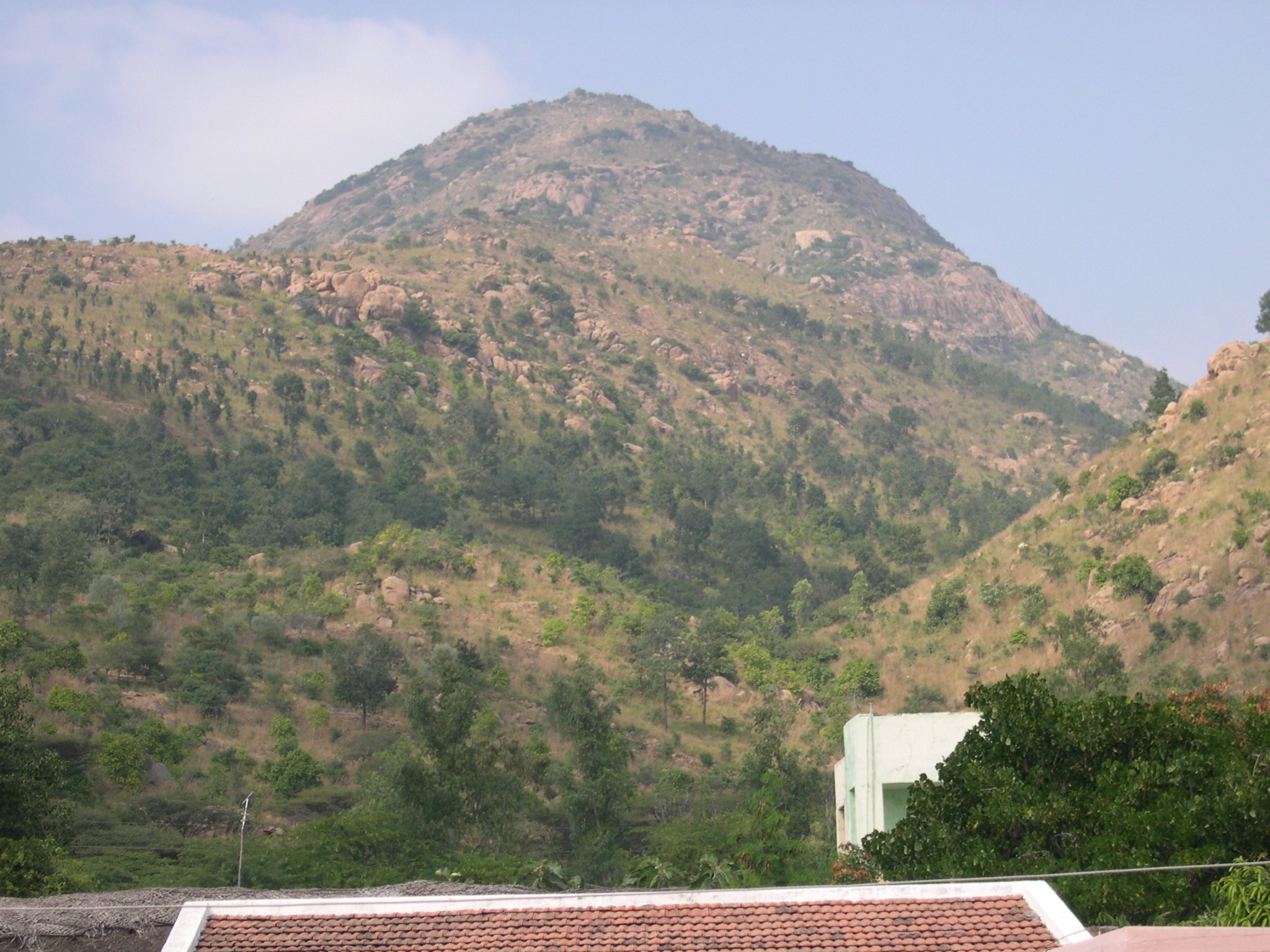
El Arunachala (monte Aruna).

Abandonó su hogar y se fue hasta Tiruvannamalai. En el templo de Arunachaleshvara (Shivá, ‘el Señor de la colina Aruna’) permaneció varios meses sin comer: «Dejaban alimentos a mi alrededor: leche, frutas, pero ¿quién pensaba en comer?». Ramana creía firmemente que la sagrada colina Arunachala era el centro espiritual del mundo. Poco a poco se acercaron personas que deseaban ser sus discípulos, cautivados por el «pequeño swami». A partir de 1912 casi se terminaron sus períodos de absorción prolongada y llevó una vida completamente normal. Su madre Alagammal se trasladó junto a su hijo, en 1916. Por aquel entonces Ramana contaba con muchos devotos hindúes de diverso origen y condición, y varios occidentales, como F. H. Humphreys, el mayor Chadwick, Paul Brunton, S. Cohen y Arthur Osborne, entre otros.
El 19 de mayo de 1922 murió su madre. Ramana diría sobre este importantísimo suceso en su vida: «Ella no murió, fue reabsorbida en la fuente». Él explicaba que ella durante su muerte física, había experimentado mahā samādhi (meditación máxima), y que seguramente se había liberado del samsara (el ciclo de nacimientos y muertes), alcanzando la liberación espiritual total.

## Cualidades de Ramana
En su vida él era un ejemplo de orden y puntualidad, además colaboraba en cocinar, era un gran cocinero, nunca aceptó que se le diera un trato especial de ninguna manera, siempre fue respetuoso de todas las creencias. Maharshi conocía perfectamente el inglés, el hindi, el tamil y otros idiomas de la India, y aunque no es muy conocida su faceta de traductor, realizó varias traducciones de los clásicos a petición de sus discípulos, como obras de Shankara Acharia, etc.
Cabe destacar que, como la mayoría de maestros hinduistas, mantuvo una dieta vegetariana, es decir tenía como condición de gran ayuda para el desarrollo espiritual de alto nivel, la necesidad de consumir alimentos sáttwicos (puros) es decir no consumir alimentos basados en la matanza de animales. Sí aceptaba derivados como la leche, pero no los huevos debido a la vida potencial que se encuentra en ellos. Al igual que san Francisco de Asís, fue un gran amante de los animales, siempre los cuidó y protegió, de manera maternal, él decía: «No sabemos qué almas pueden habitar esos cuerpos y para completar qué parte de su karma buscan nuestra compañía». Su discípula más devota fue su vaca Lakshmí. También había varios perros en el áshram (en la India los perros son muy despreciados y maltratados), que incluso no comían hasta que Ramana comía, también varios pavos reales, monos, mangostas, ardillas y hasta serpientes.
En 1938 recibió la visita de quien sería más tarde el primer presidente de la India, Rajendra Prasad, quién declaró que había ido a recibir el darshan (presencia, ‘visión’) de Ramana por consejo del propio Mahatma Gandhi, que le había dicho literalmente: «Si quieres tener paz, ve al Ramana áshram (el monasterio de Ramana) y permanece unos días en presencia de Sri Ramana Maharshi. No hace falta que hables ni que le hagas preguntas».

## Muerte
En 1947 se temía por su salud y en 1949 se le detectó un tumor canceroso en el brazo izquierdo. Se sometió a varios tratamientos, pero ninguno dio resultado. Se le veía indiferente frente a su final. A sus discípulos que se lamentaban les decía: «Se desaniman porque dicen que me voy, pero ¿adónde podría ir, y cómo?».
Falleció en su institución, el Sri Ramana Ashram, en la ciudad de Tiruvannamalai (India) el 14 de abril de 1950, a los 70 años de edad.

## Sus enseñanzas
Lo que encontramos en la vida y las enseñanzas de Sri Ramana es la más pura esencia de la India; su aliento de una humanidad liberada del mundo, y que libera del mundo, es un canto de milenios...para el hindú está claro que el sí-mismo, en cuanto fuente espiritual, no es diferente de Dios; y en la medida de que el hombre permanece en su sí-mismo, no sólo está contenido en Dios, sino que es Dios mismo. Respecto de esto, Sri Ramana es clarísimo. La sabiduría y misticismo de Oriente tienen, por lo tanto, mucho que decirnos. Están ahí para recordarnos las cosas similares que tenemos en nuestra propia cultura y que hemos olvidado... Nada menos que el destino de nuestro hombre interior. La vida y las enseñanzas de Sri Ramana no sólo son importantes para el hindú, sino también para el occidental. No sólo configuran un documento de gran interés humano, sino también un mensaje de advertencia, dirigido a la humanidad que corre el riesgo de perderse en el caos de su inconsciencia y de su falta de control.
Carl Gustav Jung (psicólogo suizo).

Ramana enseñó un método llamado atma vichara (autoindagación del alma), en el que el buscador focaliza su atención continuamente en el «pensamiento yo» (la base de la actividad mental), con el fin de encontrar su origen. Al principio esto requiere esfuerzo, pero finalmente surge algo más profundo que el ego, y el pensamiento se disuelve en el atman-Brahman (alma-Dios).
Ramana creía en las palabras del Mandukia upanishad dice: «Aiam atma brahma» (‘el alma es Dios’).
Ramana es reconocido como un maestro hindú de la corriente de pensamiento védico vedānta (‘final de los Vedás’) aduaita (‘no dual’, no hay almas y Dios, sino que las almas son Dios), y tuvo muchos seguidores en India y en el exterior.
El pensamiento de Ramana se basa completamente en la doctrina advaita que se desprende de los textos Upanishad.[cita requerida]

## Obra

### Poemas devocionales (bhakti)
- Sri arunachala atchra-mana-malai (guirnalda de letras para Sri Arunachala).
- Sri arunachala nava-mani-malai (collar de gemas para Sri Arunachala).
- Sri arunachala pathigam (once estrofas a Sri Arunachala).
- Sri arunachala ashtakam (ocho estrofas a Sri Arunachala).

### Poemas doctrinales (gñāna)
- Upadesha ulladu (la esencia de la instrucción).
- Ulladu narpadu (cuarenta [versos] sobre lo real), en tamil.
- Anubandham (suplemento del anterior).
- Eka atma panchakam (cinco estrofas sobre el alma única).

### Poemas menores
- El canto de popadum.
- El conocimiento de atman.
- A propósito de su aniversario.
- Reproches al estómago.
- Excusas a las avispas.
- Respuestas a su madre.
- Por la curación de su madre.
- Arunachala ramana (‘Ramana, el de la colina Arunachala’).
- El ser en el interior del corazón.
- Soñar despierto.
- Nueve estrofas sueltas.

## Traducciones
Realizó varias traducciones de los clásicos, siendo muy destacadas las de las obras de Shankará Acharia:
- Viveka chudamani.
- Drig drisia viveka.
- Dakshina murti stotra.
- Atma bodha.

## Web de referencia
1. 1 2 3 4 5 6  Godman, David (23 de junio de 2008). «Arunachala and Ramana Maharshi: More on Bhagavan's death experience». Arunachala and Ramana Maharshi. Consultado el 13 de abril de 2025.
2. 1 2  org/diseases-conditions/temporal-lobe-seizure/basics/symptoms/con-20022892 Mayo Clinic
3. ↑  Swami Krishnananda, El logro de la liberación: Salvación Progresiva
4. 1 2  David godman (7 May 2008), Bhagavan's death experience, The Mountain Path, 1981, pp. 67–69.